# باول بيل (لاعب كرة قاعدة)
باول بيل (بالإنجليزية: Paul Bell)‏ هو لاعب كرة قاعدة جنوب أفريقي، ولد في 24 يونيو 1980 في Kenwyn, Cape Town ‏ في جنوب أفريقيا.

## وصلات خارجية
- باول بيل على موقعبيزبول رفرنس.كوم (الدوري الثانوي) (الإنجليزية)
- باول بيل على موقع أوليمبيديا (الإنجليزية)